# Golden Trail Series 2018
Navigation
2019
La Golden Trail Series 2018 est la première édition des Golden Trail World Series, compétition internationale de trail et skyrunning organisée par Salomon.

## Règlement
Le calcul est identique dans les catégories féminines et masculines. Le score final cumule les trois meilleures performances des cinq courses régulières plus les points de la finale. Pour être classé, un athlète doit participer à au moins trois épreuves. Les athlètes terminant dans le top 10 d'une des six courses régulières peut participer à la finale.
| Classement              | 1er | 2e | 3e | 4e | 5e | 6e | 7e | 8e | 9e | 10e | 11e | 12e | 13e | 14e | 15e | 16e | 17e | 18e | 19e | 20e | 21e | 22e | 23e | 24e | 25e | 26e | 27e | 28e | 29e | 30e |
| ----------------------- | --- | -- | -- | -- | -- | -- | -- | -- | -- | --- | --- | --- | --- | --- | --- | --- | --- | --- | --- | --- | --- | --- | --- | --- | --- | --- | --- | --- | --- | --- |
| Points pour les courses | 100 | 88 | 78 | 72 | 68 | 65 | 62 | 59 | 56 | 53  | 50  | 47  | 44  | 41  | 38  | 35  | 32  | 29  | 26  | 23  | 20  | 18  | 16  | 14  | 12  | 10  | 8   | 6   | 4   | 2   |

## Programme
Le calendrier se compose de six courses. La finale se déroule en Afrique du Sud dans le cadre de l'Otter African Trail Run sous sa variante « Retto ».
| Nom de la course                | Distance | Dénivelé            | Pays           | Date              |
| ------------------------------- | -------- | ------------------- | -------------- | ----------------- |
| Zegama-Aizkorri                 | 42,2 km  | +/-2 736 m          | Espagne        | 27 mai 2018       |
| Marathon du Mont-Blanc          | 42 km    | +2 730 m / -1 700 m | France         | 1er juillet 2018  |
| Sierre-Zinal                    | 31 km    | +2 200 m / -1 100 m | Suisse         | 12 août 2018      |
| Marathon de Pikes Peak          | 42,2 km  | +/-2 382 m          | États-Unis     | 19 août 2018      |
| Ring of Steall SkyRace          | 29 km    | +/-2 500 m          | Royaume-Uni    | 15 septembre 2018 |
| Otter African Trail Run - Retto | 41,2 km  | +3 290 m / -2 730 m | Afrique du Sud | 20 octobre 2018   |

## Résultats

### Hommes
Également au calendrier de la Skyrunner World Series, la course Zegama-Aizkorri offre une lutte de haut niveau. Le Suisse Rémi Bonnet domine les débats et s'impose devant le détenteur du record du parcours Stian Angermund-Vik. Le Polonais Bartłomiej Przedwojewski complète le podium et Marc Lauenstein termine quatrième. Absent de la première manche à la suite d'une blessure au péroné, Kílian Jornet effectue avec succès son retour à la compétition en s'imposant aisément pour la cinquième fois au marathon du Mont-Blanc. Il devance Marc Lauenstein et Stian Angermund-Vik. Le plateau présent à la course Sierre-Zinal, qui compte également comme manche de la Coupe du monde de course en montagne, est très élevé. Le Britannique Robbie Simpson très en forme cette saison tente d'intimider Kílian Jornet mais doit se résoudre à prendre la deuxième marche du podium. Kílian s'impose et bat le Mexicain Ricardo Mejía en nombre de victoires avec son sixième succès. Couru une semaine après Sierre-Zinal, le marathon de Pikes Peak voit une participation internationale plutôt faible. Venu à la course à vélo depuis Silverton, Dakota Jones s'impose pour sa première participation. Il devance l'Espagnol Oriol Cardona Coll qui fait parler ses talents de descendeur pour doubler Darren Thomas. La manche écossaise de la Ring of Steall SkyRace fait également office d'épreuve SkyMarathon pour les Championnats du monde de skyrunning. Rémi Bonne prend d'emblée les commandes mais est vite rattrapé par Kílian Jornet. Très en forme, le Catalan s'envole vers une nouvelle victoire, menant dans son sillage l'Italien Nadir Maguet. Stian Angermund-Vik effectue une solide course pour terminer sur la troisième marche du podium. Lors de la finale en Afrique du Sud sur le Retto Trail, le Polonais Bartłomiej Przedwojewski mène la course de bout en bout pour établir un nouveau record du parcours en 3 h 40 min 48 s. Malgré sa victoire, il ne termine que cinquième au général. Marc Lauenstein, ancien détenteur du record du parcours connaît un départ difficile mais profite de son expérience du terrain pour terminer sur la deuxième marche du podium. Il se classe également deuxième au général. Oriol Cardona Coll complète le podium juste devant Stian Angermund-Vik. Grâce à une saison consistante, la quatrième place du Norvégien lui suffit à remporter le classement général pour neuf points devant le Suisse.
- Finale

| Course                  | Vainqueur                | Deuxième            | Troisième                |
| ----------------------- | ------------------------ | ------------------- | ------------------------ |
| Zegama-Aizkorri         | Rémi Bonnet              | Stian Angermund-Vik | Bartłomiej Przedwojewski |
| Marathon du Mont-Blanc  | Kílian Jornet            | Marc Lauenstein     | Stian Angermund-Vik      |
| Sierre-Zinal            | Kílian Jornet            | Robbie Simpson      | Robert Panin Surum       |
| Marathon de Pikes Peak  | Dakota Jones             | Oriol Cardona Coll  | Darren Thomas            |
| Ring of Steall SkyRace  | Kílian Jornet            | Nadir Maguet        | Stian Angermund-Vik      |
| Otter African Trail Run | Bartłomiej Przedwojewski | Marc Lauenstein     | Oriol Cardona Coll       |

### Femmes
La Suédoise domine la course Zegama-Aizkorri et remporte la victoire avec une confortable avance de plus de sept minutes sur Laura Orgué. La Néo-Zélandaise Ruth Croft complète le podium. Le marathon du Mont-Blanc voit un trio composé de Ruth Croft, Ida Nilsson et Eli Gordon se détacher en tête. Les trois femmes luttent au coude-à-coude en première partie de course puis Ruth prend l'ascendant et contrôle la fin de course pour s'imposer devant ses rivales. Grande favorite de Sierre-Zinal, la Kényane Lucy Wambui Murigi assume son rôle et s'impose pour la troisième fois devant la gagnante 2016 Michelle Maier. Ruth Croft termine au pied du podium. De retour au marathon de Pikes Peak après huit ans où elle avait obtenu la troisième place, Megan Kimmel survole littéralement la course et remporte la victoire en 4 h 15 min 4 s, établissant un nouveau record du parcours. Elle devance de plus de quinze minutes sa plus proche poursuivante Laura Orgué. Déjà victorieuse à la Limone Extreme 2017, l'orienteuse Tove Alexandersson confirme ses talents pour la discipline du skyrunning en prenant un départ très rapide et en conservant son allure pour remporter la victoire. Derrière elle, Sheila Avilés effectue une solide course mais se fait doubler par les locales Victoria Wilkinson et Holly Page, plus à l'aise sur le terrain accidenté. Prenant les commandes de la course, Silvia Rampazzo craque à mi-parcours de l'Otter African Trail Run, permettant à la coureuse locale Toni McCann de passer en tête puis de finalement terminer troisième. Croyant être presque à l'arrivée, Holly Page saute les derniers ravitaillements et termine la course sur une allure élevée, remportant la victoire avec un nouveau record du parcours à la clé en 4 h 37 min 48 s. Elle se classe troisième au général. Derrière elle, Ruth Croft termine sur la deuxième marche du podium et remporte le classement général. Neuvième à l'arrivée, la Suédoise Ida Nilsson décroche la deuxième place au classement général.
- Finale

| Course                  | Vainqueur          | Deuxième           | Troisième           |
| ----------------------- | ------------------ | ------------------ | ------------------- |
| Zegama-Aizkorri         | Ida Nilsson        | Laura Orgué        | Ruth Croft          |
| Marathon du Mont-Blanc  | Ruth Croft         | Ida Nilsson        | Eli Gordon          |
| Sierre-Zinal            | Lucy Wambui Murigi | Michelle Maier     | Simone Troxler      |
| Marathon de Pikes Peak  | Megan Kimmel       | Laura Orgué        | Kristina Mascarenas |
| Ring of Steall SkyRace  | Tove Alexandersson | Victoria Wilkinson | Holly Page          |
| Otter African Trail Run | Holly Page         | Ruth Croft         | Toni McCann         |

## Classements
| Rang          | Nom                      | Course 1 | Course 2 | Course 3 | Course 4 | Course 5 | Course 6 | Points |
| ------------- | ------------------------ | -------- | -------- | -------- | -------- | -------- | -------- | ------ |
| Médaille d'or | Stian Angermund-Vik      | 88       | 78       |          | 72       | 78       | 72       | 316    |
| 2             | Marc Lauenstein          | 72       | 88       |          |          | 59       | 88       | 307    |
| 3             | Kílian Jornet            |          | 100      | 100      |          | 100      |          | 300    |
| 4             | Oriol Cardona Coll       | 68       |          | 2        | 88       | 12       | 78       | 246    |
| 5             | Bartłomiej Przedwojewski | 78       |          | 0        |          | 65       | 100      | 243    |
| 6             | Aritz Egea               | 59       | 68       | 44       |          | 35       | 62       | 233    |

| Rang          | Nom             | Course 1 | Course 2 | Course 3 | Course 4 | Course 5 | Course 6 | Points |
| ------------- | --------------- | -------- | -------- | -------- | -------- | -------- | -------- | ------ |
| Médaille d'or | Ruth Croft      | 78       | 100      | 72       |          |          | 88       | 338    |
| 2             | Ida Nilsson     | 100      | 88       | 59       |          |          | 56       | 303    |
| 3             | Holly Page      | 53       |          | 47       |          | 78       | 100      | 278    |
| 4             | Eli Gordon      | 69       | 78       | 62       |          |          | 68       | 267    |
| 5             | Megan Kimmel    |          | 68       | 65       | 100      |          |          | 233    |
| 5             | Silvia Rampazzo | 56       | 65       | 32       |          | 50       | 62       | 233    |